# سینما الف
سینما الف یک سینما در شهر تبریز، ایران است.
این سینما که متعلق به مؤسسه بین الملی الف می‌باشد در سال ۱۳۹۶ با یک سالن افتتاح شده‌است.